# Burnettia cuneata
Burnettia cuneata är en orkidéart som beskrevs av John Lindley. Burnettia cuneata ingår i släktet Burnettia och familjen orkidéer. Inga underarter finns listade i Catalogue of Life.